# Hervé Moulin
Pour les articles homonymes, voir Moulin (homonymie).
Hervé Moulin, né le 1er août 1950 à Paris, est un mathématicien et économiste français, titulaire de la chaire d'économie « Donald J. Robertson », à la Adam Smith Business School de l'Université de Glasgow. Il est connu pour ses contributions à la recherche en économie mathématique, en particulier dans les domaines de la théorie des mécanismes d'incitation, du choix social, de la théorie des jeux et du partage équitable,,.

## Carrière
Avant de rejoindre l'Université de Glasgow, il a été le Professeur d'Économie « George A. Peterkin » à l'Université Rice (de 1999 à 2013), après avoir été Professeur d'Économie « James B. Duke » à l'Université Duke (de 1989 à 1999), et Professeur émérite à Virginia Tech (de 1987 à 1989).
Il est fellow de la Société d'économétrie depuis 1983 et membre du Conseil de la Société de théorie des jeux depuis 2000, et son Vice-Président pour la période 2016 - 2018,. Il a également été président de la Society for Social Choice and Welfare, de 1998 à 1999. Il est fellow de la Royal Society of Edinburgh.
Sa recherche a été financée en partie par sept subventions de la National Science Foundation. Il collabore en tant que conseiller pour le site de Spliddit, créé par Ariel Procaccia (en).
À l'occasion de son 65e anniversaire, l'École d'économie de Paris et l'Université d'Aix-Marseille ont organisé une conférence en son honneur, avec Peyton Young (en), William Thomson, Salvador Barbera, et lui-même, à titre de conférenciers, parmi d'autres.

## Biographie
Moulin a obtenu son diplôme de doctorat en mathématiques à l'Université de Paris en 1975, avec une thèse sur les jeux à somme nulle, qui a été publiée en français dans les Mémoires de la Société mathématique de France et en anglais dans la Revue d'Analyse Mathématique et ses Applications.
En 1979, il a publié un article fondateur dans la revue Econometrica où il introduit la notion de jeux résolvables par la dominance. Cette résolvabilité est un concept de solution pour les jeux, qui est basée sur une procédure itérée de suppression des stratégies dominées par tous les participants. La résolvabilité par dominance est un concept plus fort que l'équilibre de Nash, car il ne nécessite pas de coordination ex ante. Sa seule exigence est la connaissance commune répétée de la rationalité. Son travail sur ce concept a été mentionné dans la Conférence d'Eric Maskin à l'occasion de son Prix Nobel.
Un an plus tard, il prouve un résultat intéressant concernant le théorème de Gibbard-Satterthwaite, qui affirme que toute procédure de vote sur le domaine universel de préférences dont la gamme contient plus que deux choix, est soit dictatorial soit manipulable. Moulin a prouvé qu'il est possible de définir des fonctions de choix social non-dictatoriaux et non-manipulables dans le domaine limité des préférences à sommet unique, c'est-à-dire celles dans lesquels il existe une unique meilleure option, et où les autres options sont d'autant meilleures qu'elles sont plus près de la favorite. En outre, il a fourni une caractérisation de ces règles. Ce livre a inspiré toute une littérature sur la non-manipulabilité et sur l'équité dans des domaines restreints de préférences,.
Moulin est également connu pour son travail pionnier dans l'étude des problèmes de partage des coûts,, et d'attribution,. En particulier, conjointement avec Anna Bogomolnaia, il a proposé le mécanisme de priorité aléatoire comme une solution au problème d'assignation aléatoire, qui consiste à partager  plusieurs produits entre un certain nombre de personnes. La priorité aléatoire permet à chacun de « manger » ses parts préférées, définissant ainsi un résultat probabiliste. Il produit toujours un résultat qui est clairement efficace ex-ante, et a donc une forte demande au cours du mécanisme de priorité aléatoire, aussi connu comme la série aléatoire de dictature. Le document a été publié en 2001 dans le Journal of Economic Theory et à l'été 2016, l'article compte 395 citations.
Récemment, il a été crédité en tant que premier auteur du jeu du concours de beauté, aussi connu comme le jeu de devinettes, ce qui montre que les joueurs ne parviennent pas à anticiper le comportement stratégique des autres joueurs. Des expériences de test de prédiction de l'équilibre de ce jeu ont donné naissance au domaine de l'économie expérimentale.

## Co-auteurs
Moulin a publié des travaux conjointement avec Matthew O. Jackson, Scott Shenker et Anna Bogomolnaia, parmi beaucoup d'autres universitaires.
Il a écrit six livres et plus de 100 articles examinés par des pairs,.